# Villa Pompea
Villa Pompea – stacja metra w Mediolanie, na linii M2. Zlokalizowana jest pomiędzy stacjami Gorgonzola a Bussero. Została otwarta w 1972.